# Bugak Mesjid
Bugak Mesjid is een bestuurslaag in het regentschap Bireuen van de provincie Atjeh, Indonesië. Bugak Mesjid telt 730 inwoners (volkstelling 2010).